# Caularis lunata
Caularis lunata är en fjärilsart som beskrevs av George Francis Hampson 1904. Caularis lunata ingår i släktet Caularis och familjen nattflyn. Inga underarter finns listade i Catalogue of Life.